# Phosphodiesterasen
Phosphodiesterasen (PDE), genauer 3',5'-Cyclonukleotid-Phosphodiesterasen, sind eine Gruppe von Enzymen in Wirbeltieren, die die second Messenger cAMP und cGMP zu AMP und GMP abbauen. Es werden elf Isoenzyme unterschieden, die im menschlichen Organismus unterschiedlich in den Geweben lokalisiert sind. Phosphodiesterasen können durch verschiedene Arzneistoffe, sogenannte Phosphodiesterase-Hemmer unspezifisch oder spezifisch (ein bestimmtes Enzym) gehemmt werden. Ein weit verbreiteter nicht-selektiver Phosphodiesterase-Hemmer ist zum Beispiel das Koffein.

## Phosphodiesterase-Isoenzyme
| Isoenzyme | Zahl der Isoformen | Substrat                           | Gewebe                                                                                     | Spezifische Hemmstoffe                     |
| --------- | ------------------ | ---------------------------------- | ------------------------------------------------------------------------------------------ | ------------------------------------------ |
| Typ 1     | 8                  | Calcium- und Calmodulin-stimuliert | Herz, Hirn, Lunge, glatte Muskulatur                                                       | KS-505a                                    |
| Typ 2     | –                  | cGMP-stimuliert                    | Nebenniere, Herz, Lunge, Leber, Thrombozyten; beteiligt an Lern- und Gedächtnisprozessen   | Erythro-9-(2-hydroxy-3-nonyl)adenin        |
| Typ 3     | 4                  | cGMP-gehemmt, cAMP-selektiv        | Herz, glatte Muskulatur der Blutgefäße, Lunge, Leber, Thrombozyten, Fettgewebe, Leukozyten | Cilostamid, Enoximon, Milrinon, Siguazodan |
| Typ 4     | 20                 | cAMP-spezifisch                    | Lunge, Hoden, Niere, Hirn, Leber, Leukozyten                                               | Rolipram, Roflumilast, Daxalipram          |
| Typ 5     | 3                  | cGMP-spezifisch                    | glatte Muskulatur der Blutgefäße des Penisschwellkörpers, Lunge, Thrombozyten              | Sildenafil, Tadalafil, Vardenafil          |
| Typ 6     | –                  | cGMP-spezifisch                    | Fotorezeptor des Auges                                                                     | Dipyridamol                                |
| Typ 7     | 3                  | cAMP-spezifisch, hochaffin         | Skelettmuskulatur, Herz, Niere, Hirn, Pankreas, Lymphozyten                                | BRL-50481                                  |
| Typ 8     | –                  | cAMP-spezifisch                    | Hoden, Auge, Leber, Skelettmuskulatur, Herz, Niere, Ovarien, Hirn, Lymphozyten             | kein spezifischer Hemmstoff bekannt        |
| Typ 9     | 4                  | cGMP-spezifisch                    | Niere, Leber, Lunge, Hirn                                                                  | BAY 73-6691                                |
| Typ 10    | 2                  | cGMP-sensitiv, cAMP-selektiv       | Hoden, Hirn                                                                                | kein spezifischer Hemmstoff bekannt        |
| Typ 11    | 4                  | cGMP-sensitiv, duale Spezifität    | Skelettmuskulatur, Prostata, Niere, Leber, Hypophyse, Speicheldrüsen, Hoden                | kein spezifischer Hemmstoff bekannt        |